# Johannes Brahms
Johannes Brahms (7. května 1833, Hamburk – 3. dubna 1897, Vídeň) byl německý hudební skladatel, klavírista a dirigent. Ve své tvorbě usiloval o syntézu starších kompozičních forem z období klasicismu a romantismu. Bývá považován za dovršitele díla Ludwiga van Beethovena. Prosadil se v oblasti symfonické hudby, komorní hudby, písňové tvorby a skladeb pro pěvecké sbory. O napsání opery se nikdy nepokusil. Udržoval přátelské vztahy s Antonínem Dvořákem a zasloužil se o to, že se jeho dílo prosadilo v Evropě. Za jeho protivníky byli považováni Ferenc Liszt a Richard Wagner, Brahms byl označován za hlavního anti-wagneriána ve slavné „válce romantiků“. Především odmítal programní hudbu.

## Život
Johannes Brahms se narodil v chudé rodině v Hamburku. Jeho otec Johann Jakob Brahms (1806–1872) se živil jako městský muzikant, jeho hlavními hudebními nástroji byly kontrabas a lesní roh. V roce 1830 získal měšťanské právo a zároveň se oženil se švadlenou Johannou Henrikou Christinou Nissen, která byla o 17 let starší než on. Johannes byl druhé ze tří dětí manželů Brahmsových.

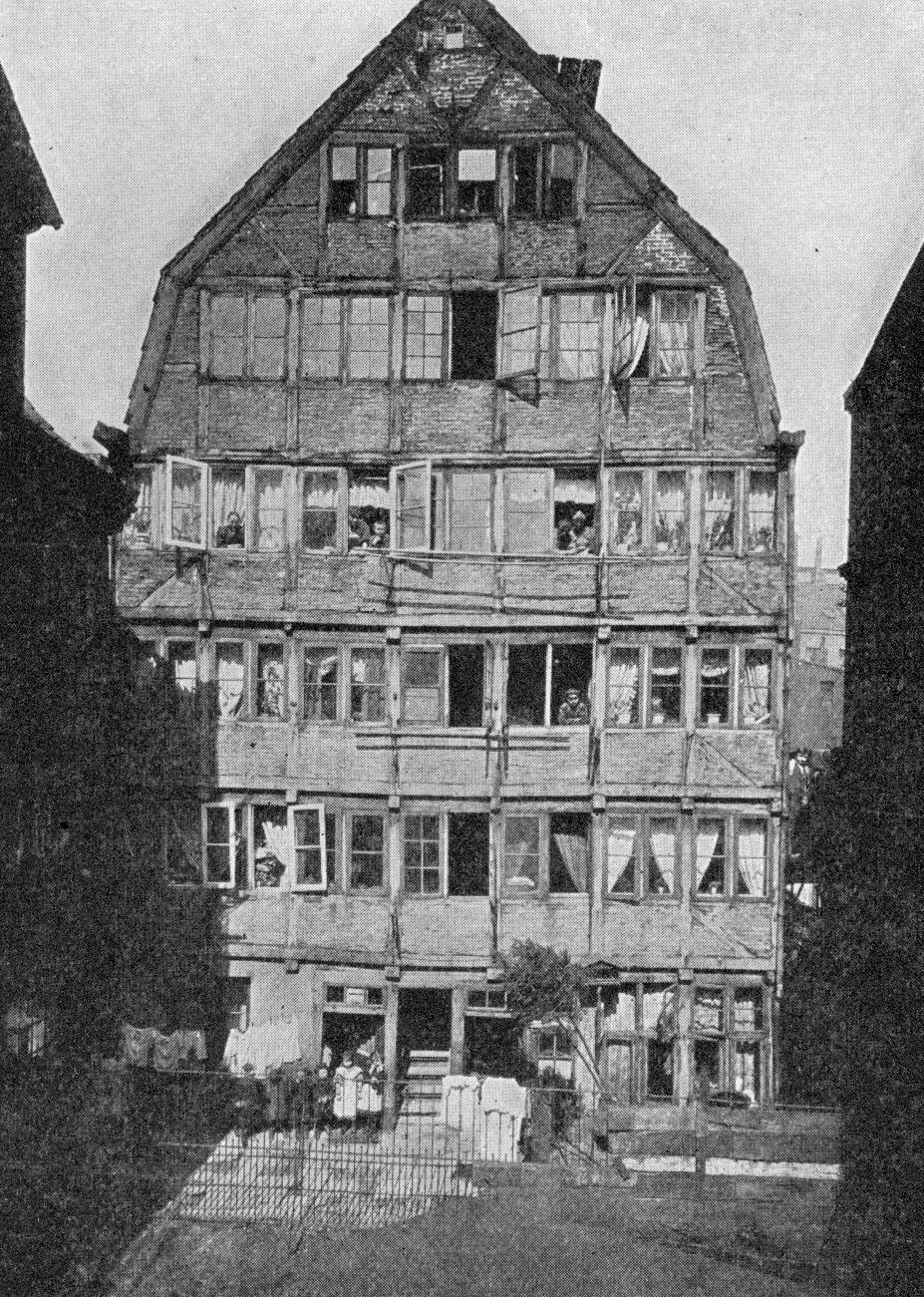
Brahmsův rodný dům v Hamburku (snímek z roku 1891), který byl zničen za druhé světové války

Nebylo pochyb o tom, že se i Johannes bude věnovat hudbě. Provozování řemesla se dědilo z otce na syna a muzikantství bylo v té době stále považováno za řemeslo. V Brahmsově případě se k tomu přidal ještě talent, který objevil jeho otec. Brahmsovým životním hudebním nástrojem se stal klavír. Jeho prvními učiteli v tomto oboru byli Otto Cossel (od roku 1840) a později Eduard Marxsen. Ještě jako dítě začal Brahms vypomáhat rodinnému rozpočtu hraním spolu s otcem v různých lokálech a tančírnách. Zároveň se ale začal projevovat jeho mimořádný talent pianisty; už v roce 1843 poprvé vystoupil veřejně. V rodině se začalo uvažovat o tom, že by Johannes odcestoval do Ameriky a vystupoval tam jako zázračné dítě. Cosselovi se však podařilo tomuto plánu zabránit. Ve čtrnácti letech už byl mladý Brahms profesionálním klavíristou a z roku 1849 pochází jeho první samostatné klavírní dílko.

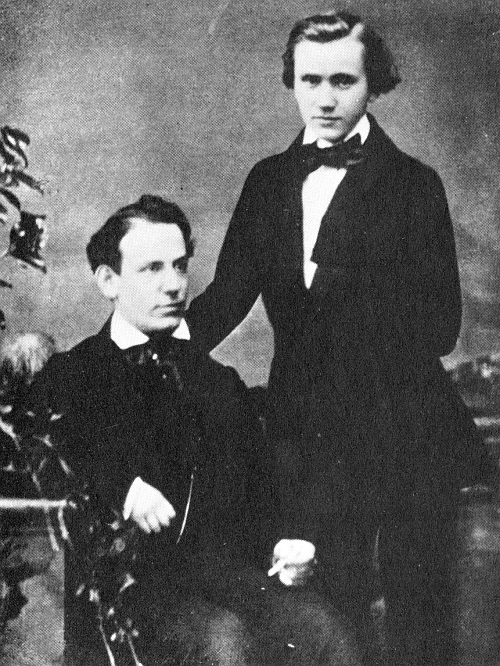
Maďarský houslista Ede Reményi (1828–1898; sedící) a Johannes Brahms v roce 1852 nebo 1853

Pro Brahmse klíčové bylo setkání s maďarským houslistou Eduardem Reményim. V roce 1853 spolu podnikli koncertní turné, na kterém ho v Hannoveru Reményi seznámil s proslulým houslistou, o dva roky starším Josephem Joachimem. Mezi Brahmsem a Joachimem se vyvinulo přátelství na celý život. Joachim byl mnohdy prvním, komu Brahms posílal k posouzení své kompozice, a věnoval mu také svůj houslový koncert.
Joachim byl také člověkem, který ho seznámil s významnými osobnostmi tehdejšího hudebního světa. Během jarního koncertního turné roku 1853, které Brahms podnikl spolu s Reményim, ho Joachim představil Lisztovi. Liszt v té době pobýval ve Výmaru, obklopený houfem svých ctitelů a ctitelek. Brahmse přijal vlídně a dokonce prima vista zahrál několik jeho skladeb. Brahms však neměl zájem akceptovat Lisztovo dominantní postavení a brzy Výmar opustil.
Poslední zářijový den 1853 navštívil Brahms v Düsseldorfu manžele Roberta a Claru Schumannovy. Do jejich domu v Bilker Strasse 15 ho uvedl opět Joachim, který se s nimi znal. Na základě klavírních skladeb, které Brahms s sebou přivezl, rozpoznal Robert Schumann okamžitě velký talent mladého Hamburčana. V říjnu 1853 vyšel v časopisu Neue Zeitschrift für Musik ze Schumannova pera článek s názvem Neue Bahnen (Nové cesty), v němž je Brahmsovi předpovídána velká budoucnost. Schumann rovněž Brahmsova díla doporučil k vydání svému nakladateli, firmě Breitkopf & Härtel. Přátelství obou skladatelů bylo ukončeno Schumannovou těžkou duševní chorobou, v jejímž důsledku se v únoru 1854 pokusil spáchat sebevraždu skokem do Rýna. Podařilo se ho sice zachránit, zbývající dva roky života však strávil v ústavu pro duševně nemocné.
Ještě za Schumannova života navázal Brahms blízké přátelství s jeho ženou, klavírní virtuoskou a skladatelkou Clarou Schumannovou. V době, kdy se s Brahmsem poznala, byla matkou šesti dětí a čekala sedmé. Jejich vztah je zachycen v částečně dochované korespondenci; většina literatury se shoduje, že nepřekročil rozměr platonické lásky. V roce 1855 podnikli společně, doprovázeni Joachimem, koncertní turné po Porýní, koncem téhož roku vystoupil Brahms samostatně v Gdaňsku. V době, kdy se Schumann léčil v sanatoriu, Brahms bydlel v Düsseldorfu u Schumannů a pomáhal s péčí o děti. Nicméně krátce po Schumannově smrti se rozhodl vztah ke Claře, který ochromoval jeho tvůrčí potenciál, ukončit. Oba však zůstali přátelé až do konce života.
V letech 1857 až 1859 působil Brahms jako dirigent a učitel hudby na knížecím dvoře v Detmoldu, hlavním městě Knížectví Lippe. Toto místo bylo slušně honorováno, proto se mohl věnovat studiu kompozice důkladněji. Zajížděl však také do rodného Hamburku, kde byl sbormistrem ženského pěveckého sboru, který sám založil. Roku 1858 poznal Brahms v Göttingenu Agathu von Siebold. Vztah došel až k zásnubám, Brahms jej však následujícího roku zrušil. Vysvětloval to svou vášní pro hudbu, od níž by ho manželský život odváděl.

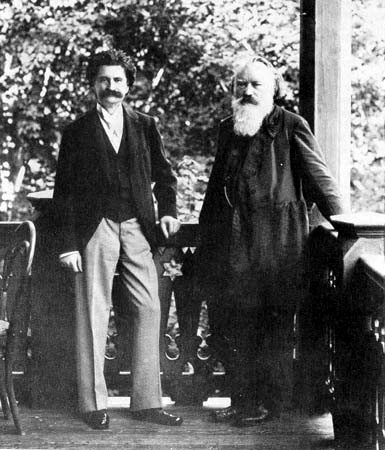
Zleva: Johann Strauss mladší a Johannes Brahms (1894)

Konec desetiletí přinesl Brahmsovi profesionální nezdary. Premiéra prvního klavírního koncertu v Hamburku 22. ledna 1859 se skladatelem jako sólistou byla špatně přijata. Při druhém představení byla reakce publika tak nepřátelská, že Brahmsovi muselo být zabráněno opustit jeviště po první větě.
Brahms dále v roce 1860 zasáhl do debaty o budoucnosti německé hudby, která skončila osočováním. Spolu s Joachimem a dalšími připravil článek kritizující Liszta a jeho následovníky, takzvanou „novou německou školu“, která byla považována za wagneriánskou. Zvláště protestovali proti odmítnutí tradičních hudebních forem. Některé formulace byly ovšem poměrně osobní, Brahms a spol. protestovali například proti „mizernému pleveli rostoucímu z Lisztových fantazií“. Lisztovci zaútočili vzápětí Neue Zeitschrift für Musik, a to parodií, která zesměšňovala Brahmse a jeho spolupracovníky. Brahms to nesl poměrně těžce a již se nikdy nepustil do veřejné polemiky o hudbě.
V roce 1862 přijel Brahms poprvé do Vídně. Tato jeho cesta byla výsledkem zklamání, že v Hamburku nedostal místo ředitele tamní filharmonie, o které se ucházel. Ve Vídni navázal důležité kontakty a vystoupil na několika koncertech z děl svých i cizích autorů. Ještě se ale vrátil do Hamburku, kde finančně podporoval rodiče, kteří v té době již žili odděleně. Roku 1863 se opět do hlavního města rakouské monarchie vrátil, protože přijal nabídku řídit Pěveckou akademii. Ale hned následujícího roku funkci složil, aby se mohl věnovat skládání. Poslední, spíše čestné, zaměstnání Brahms přijal roku 1872, když se stal na tři roky vedoucím Vídeňského pěveckého spolku.
Od přestěhování do Vídně se Brahmsův život odvíjel v zaběhnutých kolejích. Hmotně byl zabezpečen; koncertní činnost a vydávání jeho skladeb u nakladatele Fritze Simrocka mu přinášelo dostatek finančních prostředků. Rád cestoval. Často pobýval v Itálii, naposledy ještě roku 1893. Jarní a letní měsíce obyčejně trávil v některých rakouských nebo švýcarských lázních, v oblibě měl zejména Bad Ischl. Pohyboval se v úzkém kruhu umělecky založených lidí, s nimiž byl duchovně spřízněn a naladěn na stejnou notu. K jeho nejbližším přátelům lze zařadit především Kláru Schumannovou, Josepha Joachima a dirigenta Hanse von Bülow, s nímž se setkal v roce 1870. Ten později Brahmsovu hudbu široce propagoval. Dirigoval jeho první symfonii, kterou nazval „desátou Beethovenovou“.
Brahms byl člověk velkorysý a laskavý. Když u mladého umělce objevil talent, nezištně mu pomáhal. To se týká především Antonína Dvořáka a Karla Weise, jimž pomohl v začátcích: Brahms zasedal v císařském výboru, který uděloval státní stipendia, a zasloužil se o udělení finanční podpory oběma těmto českým skladatelům.
Filozoficky byl Brahms humanistou, politicky liberálem a nábožensky byl mírně řečeno vlažný, obvykle se ze slušnosti označoval za agnostika. Dvořák, který sám byl katolík, po intimnějším hovoru s Brahmsem nabyl dokonce pocitu, že je spíše ateistou, což Dvořákem otřáslo. Do jednoho z dopisů pak napsal: „Takový člověk, taková jemná duše – a nevěří v nic! V nic nevěří!“. Zvláštní vztah měl Brahms k filozofu Friedrichu Nietzschovi, s nímž si byli blízcí, přitom Nietzsche zároveň udržoval silný vztah i s Brahmsovým „protipólem“ Wagnerem.
V posledním dvacetiletí svého života byl Brahms považovaný za vůdčí osobnost evropské hudební scény, i když se tomu sám bránil, stejně tak jako když byl stavěn do čela antiwagneriánského hudebního proudu. Obdržel řadu uznání, mj. čestný doktorát univerzity ve Vratislavi (1879), v roce 1886 byl jmenován čestným presidentem Wiener Tonkünstler Verein (Spolku vídeňských hudebníků), 1889 čestným občanem Hamburku a téhož roku byl jmenován rytířem Leopoldova řádu. V roce 1895 uspořádalo durynské město Meiningen, kde Brahms často pobýval a jehož orchestr premiéroval některé jeho skladby, brahmsovské slavnosti. Tohoto příkladu následovala i další města.
Brahms zemřel na rakovinu jater 3. dubna 1897. Byl pohřben na centrálním hřbitově ve Vídni.

## Brahms a Antonín Dvořák

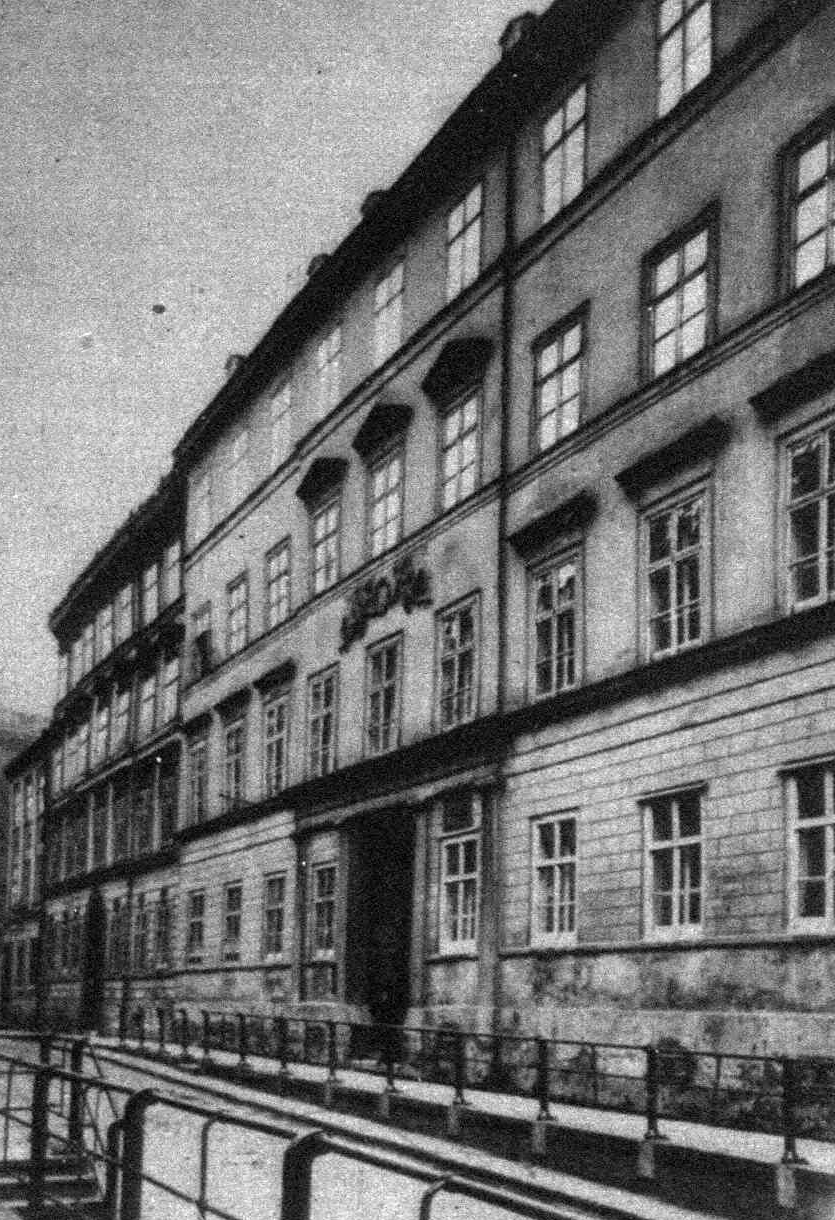
Dům ve Vídni, ve kterém Brahms bydlel. Zbořen v roce 1907

Brahmse a Dvořáka pojilo dlouholeté přátelství. Kromě jiného to bylo i proto, že oba sdíleli podobné názory na uměleckou tvorbu. Začátek kontaktů se datuje na konec roku 1877. Vlivný vídeňský hudební kritik Eduard Hanslick Dvořákovi písemně sdělil, že má Brahms o jeho dílo zájem a už doporučil svému vydavateli Simrockovi (ten se později stal nakladatelem i Dvořákových skladeb) Moravské dvojzpěvy. Dvořák také hned v prosinci Brahmsovi napsal a složil smyčcový kvartet d-moll op. 34, který mu dedikoval. Dopis nezůstal bez odezvy. Jako důležitý člen grantové komise říšského ministerstva školství Brahms prosadil, že Dvořák obdržel státní stipendium, které mu zajišťovalo alespoň částečnou hmotnou nezávislost. Byl to Brahmsův vliv, který Dvořákovi dopomohl k rychlejšímu vzestupu z málo známého provinčního skladatele mezi světově uznávané tvůrce. K jejich prvnímu osobnímu setkání došlo v únoru 1879, kdy Brahms s Joachimem přijeli do Prahy koncertovat. V říjnu roku 1883 navštívil Dvořák Brahmse ve Vídni. Brahms mu přehrával pasáže ze své nové 3. symfonie, která dosud nevyšla tiskem. Doporučoval mu také přesídlit do Vídně a dokonce sliboval, že se o jeho rodinu hmotně postará. V prosinci 1895, když Dvořák ve Vídni navštívil Brahmse a dirigenta Hanse Richtera, o této možnosti skutečně uvažoval. Mezi oběma skladateli se vyvinulo blízké přátelství. Dvořák si velice vážil rad svého staršího kolegy, naopak Brahms obdivoval Dvořákovu nevídanou melodickou invenci. Brahms trávil rád čas v kruhu Dvořákovy rodiny. „Neznám jediného mezi svými přáteli, který by měl takovou ženu,“ napsal.
Churavějícího Brahmse navštívil Dvořák ve Vídni na konci jeho života dvakrát. V březnu 1896 se kromě Brahmse setkal ještě s Antonem Brucknerem. Se svým přítelem se pak přijel rozloučit měsíc před jeho smrtí v březnu následujícího roku, v dubnu se zúčastnil jeho pohřbu.

## Dílo
Brahms je často považován za posledního velkého skladatele klasické německé hudební tradice, která sahá přes Beethovena, Mozarta a Haydna až k Bachovi.

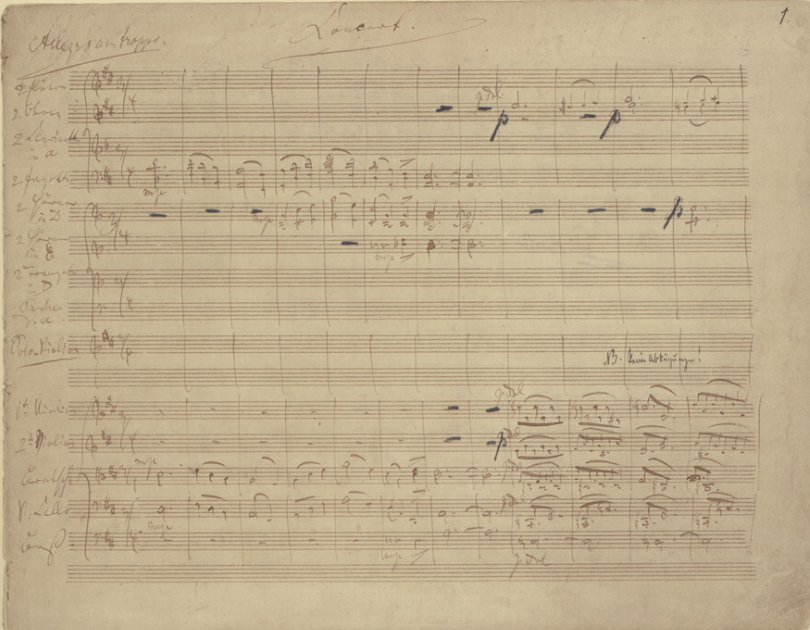
Autograf začátku Brahmsova houslového koncertu

Brahms byl univerzální skladatel. Skládal díla orchestrální, komorní i vokální – s výjimkou opery. Plodný byl především v oblasti vokální: Napsal na 300 písní a duet a mnoho sborových skladeb a kantát. I poslední jím složené dílo je vokální: Čtyři vážné písně, op. 121 z roku 1896.
Brahmsovou doménou byl klavír. Byl to nástroj, který nejlépe znal a který virtuózně ovládal. Proto také svou opusovou tvorbu z let 1853–1854 začal třemi sonátami op. 1, 2 a 5. Skládal rovněž skladby pro čtyři ruce i pro dva klavíry. Původně čtyřruční formu mají také jeho proslulé Uherské tance z let 1869 a 1880, z nichž některé složil Brahms na podkladě melodií jiných autorů. Hlavní téma (32 taktů) Uherského tance č. 5 převzal ze skladby Vzpomínka na Bardejov, op. 31 uherského skladatele Bély Kélera, rodáka z Bardějova. I v komorní hudbě s více nástroji převažují díla, ve kterých se uplatňuje klavír, ať už jsou to klavírní kvartety (op. 25, 26, 60), klavírní tria, sonáty pro housle nebo violoncello a klavír či klavírní kvintet op. 34. Brahms také složil dva klavírní koncerty. První z nich, d-moll op. 15 z roku 1860, je nesený v duchu romantismu a při premiéře v Lipsku propadl. Druhý, B-dur op. 83, vznikal v letech 1878–1881. Je to interpretačně náročná skladba, Max Reger ho označil za největší od doby klavírních koncertů Beethovenových.
Stěžejní význam mají jeho čtyři symfonie. První z nich, c-moll op. 68 vyšlá tiskem roku 1877, představuje syntézu dosavadního vývoje symfonické tvorby. Brahms na ní pracoval už v 60. letech, kdy měl naskicovanou první větu. S jejím vydáním váhal, dokud nebyl s výsledným tvarem zcela spokojen. Přídomkem Pastorální bývá označována druhá symfonie D-dur op. 73, vydaná roku 1878. Brahms ji psal během pobytů v Alpách a je oslavou přírody. Třetí symfonie F-dur op. 90 z roku 1883 bývá pro svůj pathos nazývaná Heroická. Byla částečnou inspirací pro Antonína Dvořáka. Nejvyzrálejší je závěrečná čtvrtá symfonie e-moll op. 98 z roku 1886. Obsahuje propracovaný systém variací hlavního tématu, v němž Brahms složil poctu svému velkému vzoru, Johannu Sebastianu Bachovi. K dalším významným orchestrálním skladbám patří Variace na Haydnovo téma B-dur op. 56a z roku 1874 a dvě předehry: Akademická slavnostní předehra op. 80 a Tragická předehra op. 81, obě z roku 1881. Věhlas si získal i houslový koncert D-dur op. 77 z roku 1878, psaný pro Joachima. Mezi vrcholy jeho tvorby patří též Dvojkoncert pro housle a violoncello a-moll op. 102 z roku 1888. Ve výčtu jeho nejdůležitějších děl nelze opomenout ani Německé rekviem pro soprán, baryton, smíšený sbor a orchestr op. 45 z roku 1868, jeho největší vokální dílo. Není to skladba liturgická, protože se autor nedržel závazného latinského textu. Libreto tvoří Brahmsův výběr z biblických textů. Z Brahmsových základních děl je třeba zmínit i tři smyčcové kvartety op. 51/1, 51/2 a 67, vyšlé tiskem v rozmezí let 1873–1876.

## Nástroje
Johann Brahms většinou používal německá a vídeňská piana. V jeho raných letech hrál na klavír od hamburské společnosti Baumgarten & Heins. V roce 1856 mu Clara Schumannová dala klavír Graf. Brahms ho používal pro svou práci až do roku 1873. Poté ho daroval společnosti Gesellschaft der Musikfreunde; dnes je tenhle nástroj vystaven v Uměleckohistorickém muzeu ve Vídni. Později, v roce 1864, napsal Claře Schumannové o své přitažlivosti ke Streicherovi. V roce 1873 dostal Streicherův klavír op. 6713 a ponechal si ho ve svém domě až do své smrti. Jak napsal Claře: „Tam [na mém Streicherovi] vždy přesně vím, co píšu a proč píšu tak či onak.“
V 80. letech 19. století Brahms svá veřejná představení hrál hlavně na Bösendorferovi. Na svých bonnských koncertech hrál na Steinweg Nachfolgern v roce 1880 a na Blüthner v roce 1883. Brahms  použil také Bechstein na svých několika koncertech: 1872 ve Wurzburgu, 1872 v Kolíně nad Rýnem a 1881 v Amsterdamu.

## Nahrávky na soudobých nástrojích
- Alexandre Oguey, Neal Peres da Costa. Pastoral Fables. Nahráno na replice klavíru Streicher 1868 od Paul McNultyho
- Boyd McDonald. Johannes Brahms. The piano Miniatures. Nahráno na originálním klavíru Streicher 1851
- Hardy Rittner. Johannes Brahms. Complete Piano Music. Nahráno na klavírech Bosendorfer 1846, Streicher 1856 a 1868

## Fotogalerie

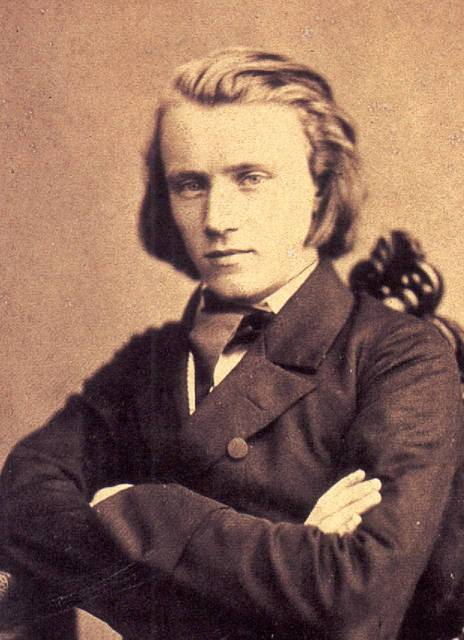
Brahms kolem roku 1853
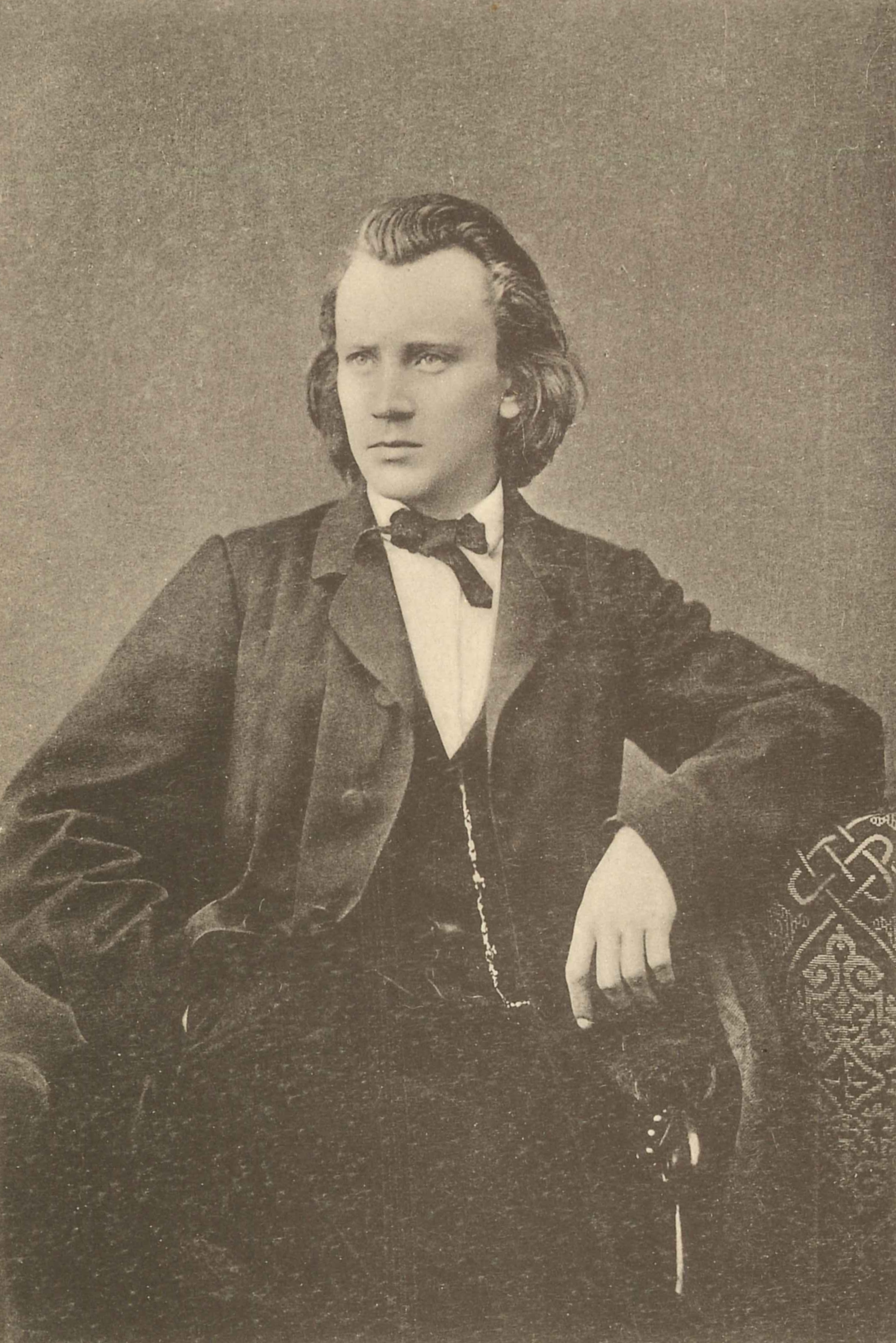
Brahms kolem roku 1866
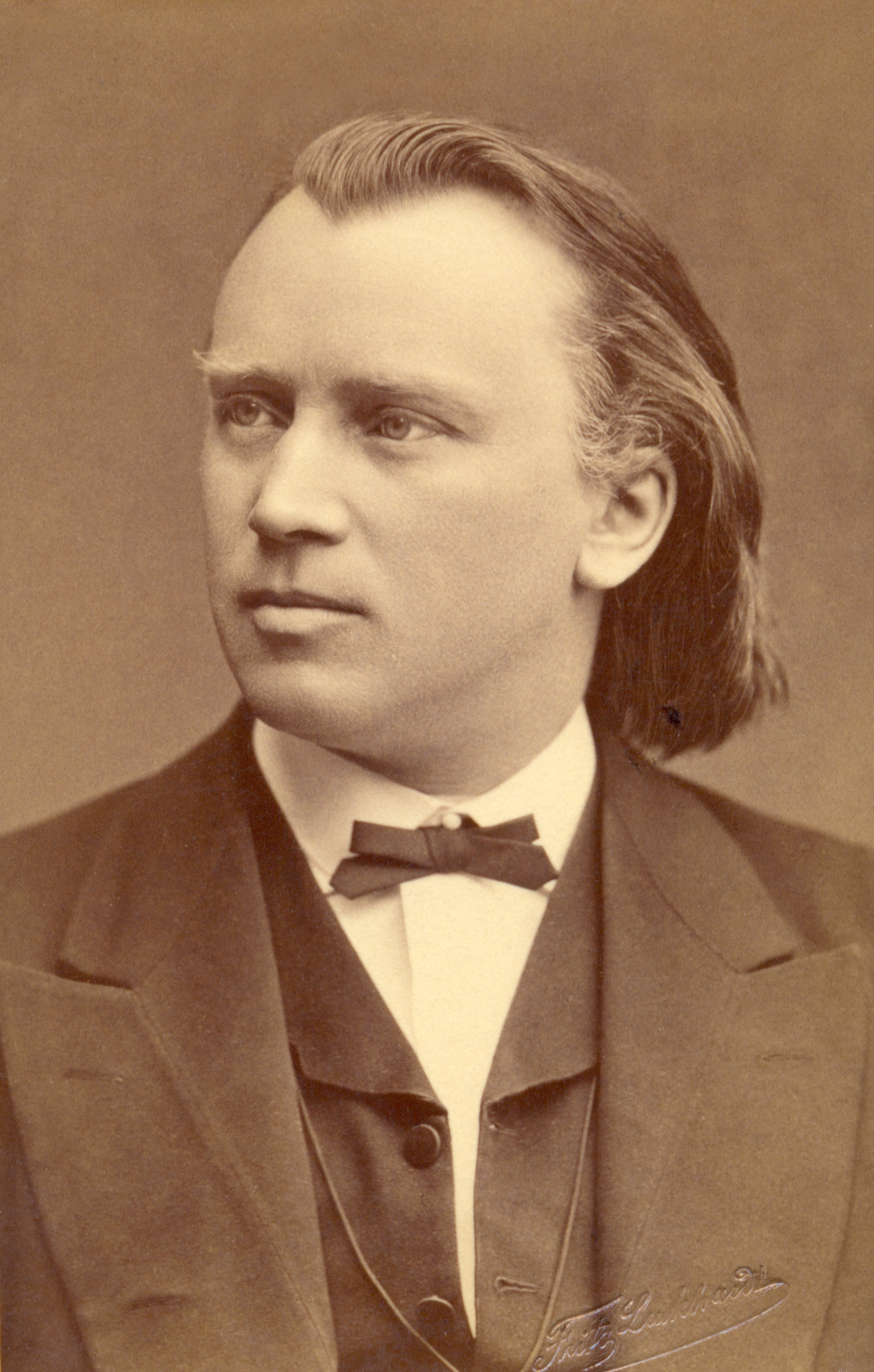
Brahms kolem roku 1876
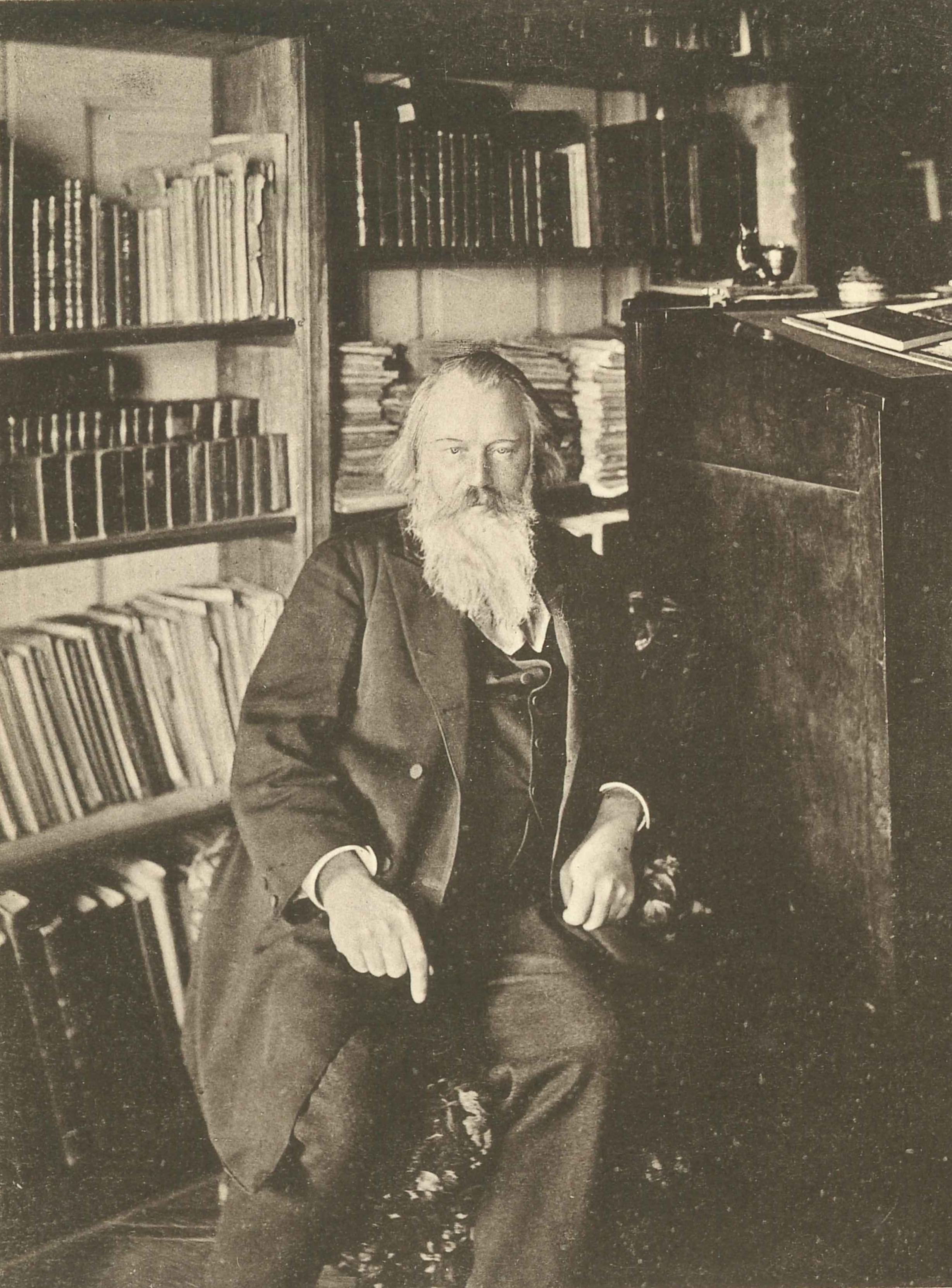
Brahms kolem roku 1890
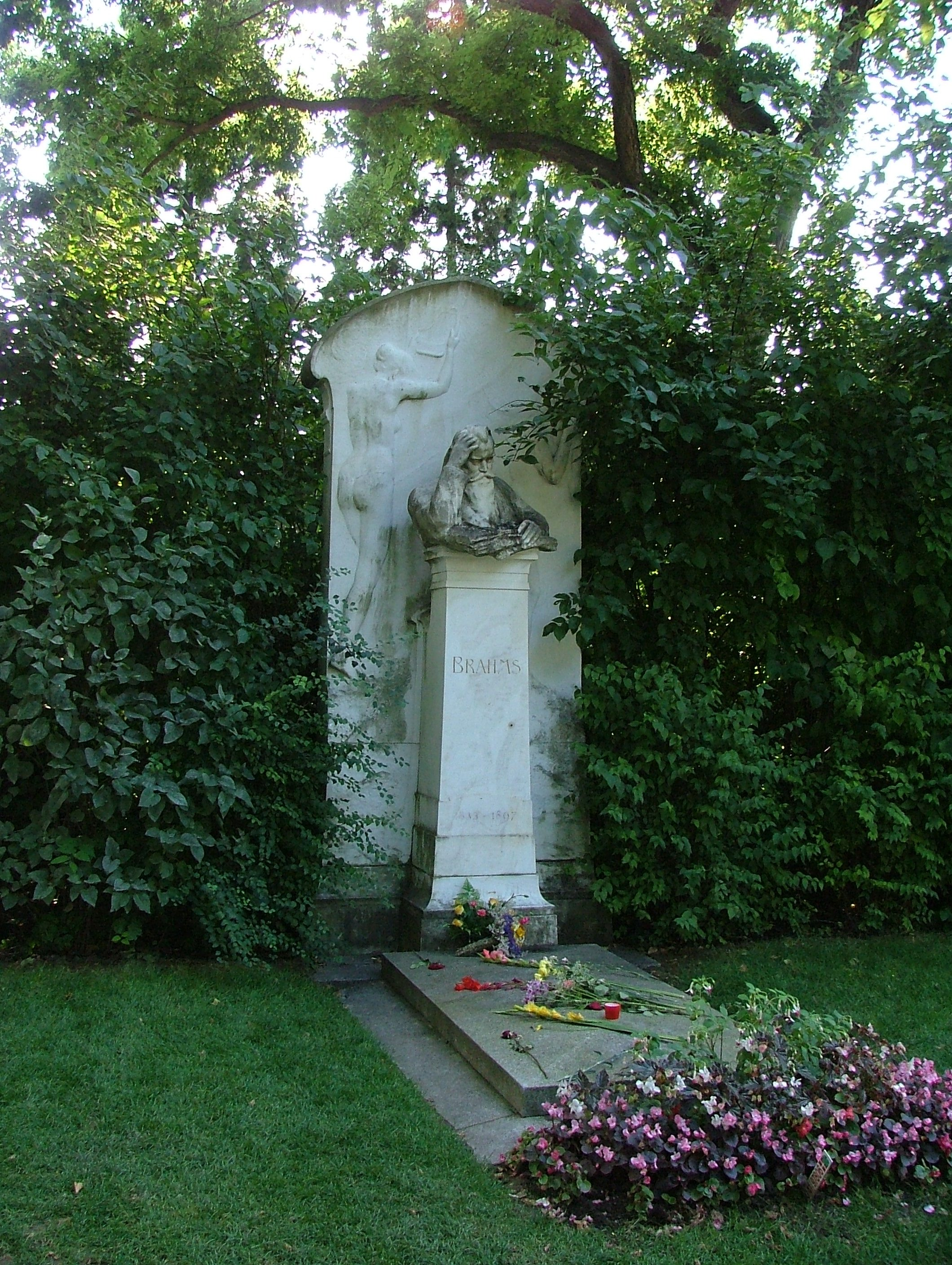
Brahmsův hrob na vídeňském centrálním hřbitově
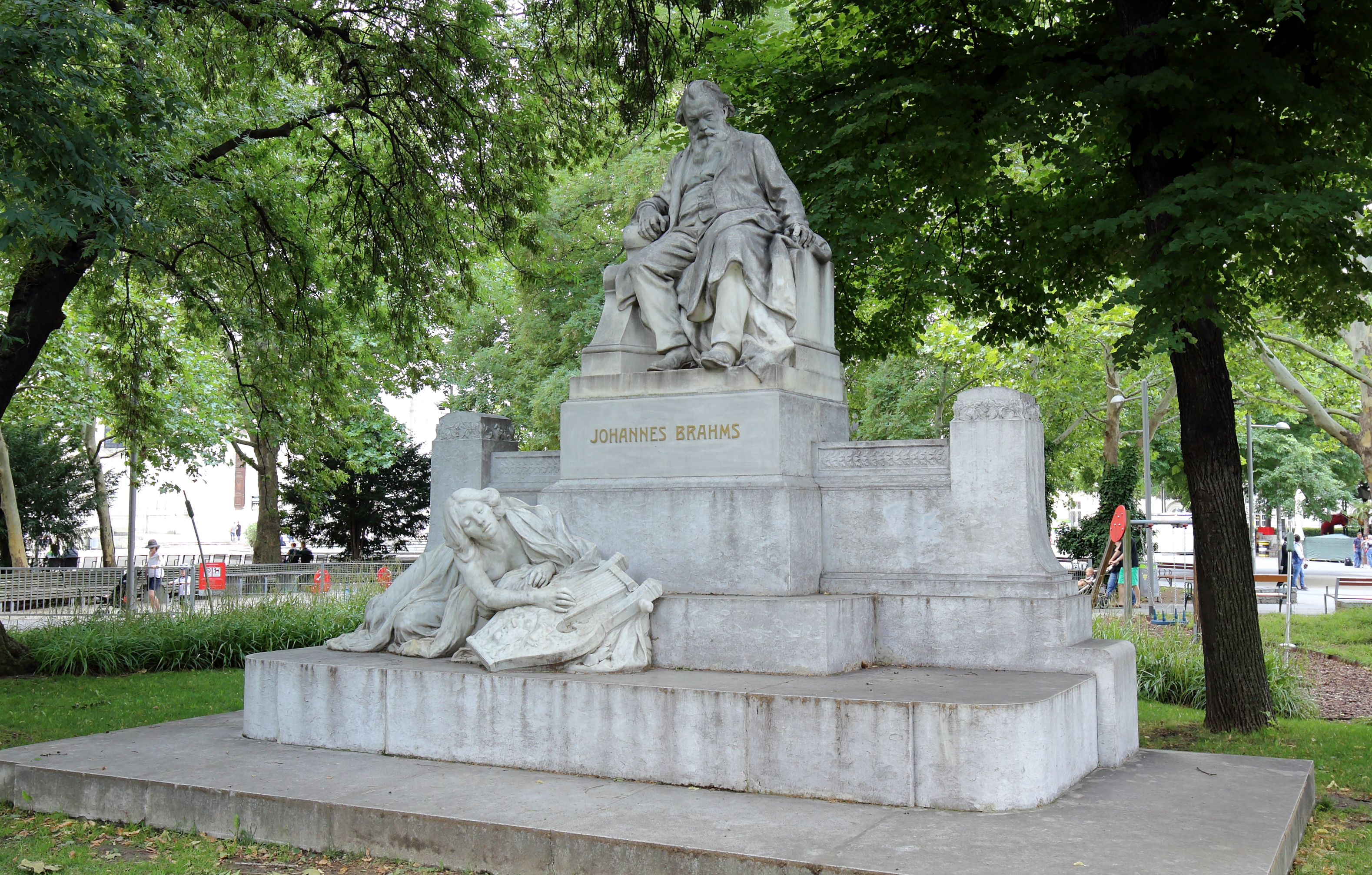
Brahmsův pomník ve Vídni na Karlsplatz